# 韦罗妮卡·罗思

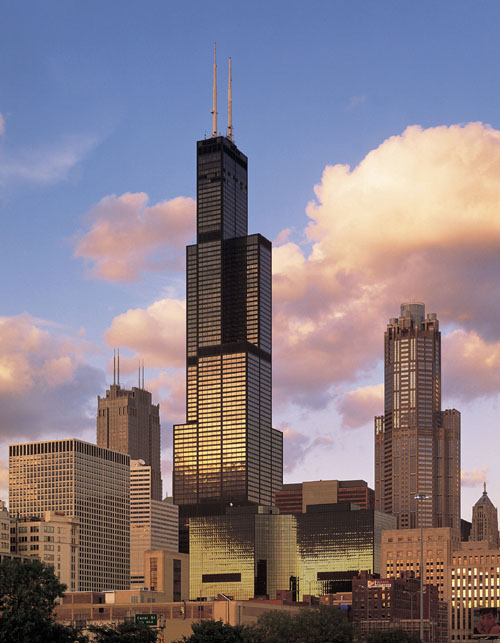
威利斯大厦, 小说中末日后芝加哥几个地标性建筑之一

韦罗妮卡·罗思（Veronica Roth，1988年8月19日—）美国小说家和短篇小说作家，她的首部小说《分歧者》（Divergent）和《反叛者》（Insurgent）登上了纽约时报畅销书榜首。她的第三本书《忠实者》（Allegiant）2013年10月发行，《分歧者三部曲》完成。

## 生平
罗思出生于纽约，在伊利诺斯州巴林顿长大。母亲芭芭拉·罗思是一个画家，她是三个孩子中最小的一个。她五岁时父母离异，母亲改嫁给一个金融顾问弗兰克·罗思。她的哥哥和姐姐住在芝加哥地区。她在巴林顿高中毕业后，进入卡尔顿学院，一年后转到西北大学，开始写作计划。现与丈夫摄影师纳尔逊居住在芝加哥地区。
罗思以她的小说三部曲:《分歧者》（Divergent）、《反叛者》（Insurgent）、《忠实者》（Allegiant）出名，最后一部于2013年10月22日发表。以此她获得读书社交网站Goodreads“Goodreads 2011年选择奖”和2012年最佳年轻成人科幻类小说以及「Goodreads 2012年最佳作者」。 她在西北大学大四寒假时写出《分歧者》第一部，受到好评，第一部小说的成功使她名利双收。
罗思将《分歧者》电影版权卖给了顶峰娱乐，分歧者拍成电影後，在2014年3月的首映票房达到5600万美元，高居北美周末票房榜首位。

## 著作
- 分歧者三部曲:
  - 《分歧者》(Divergent) (2011), 纽约时报 畅销书
  - 《反叛者》(Insurgent)(2012), 纽约时报 畅销书
  - 《忠实者》(Allegiant)(2013), 纽约时报 畅销书
  - Four: A Divergent Story Collection (2014), 《分歧者》前传
- Hearken (2013), 《碎片和灰烬》（Shards and Ashes）选集中的短篇小说[16]